# Resident Evil Survivor
Resident Evil Survivor (w Japonii pod tytułem Biohazard: Gun Survivor) – gra z gatunku survival horror, będąca spin-offem serii Resident Evil. Gra została wyprodukowana przez japońskie studio Capcom i wydana na konsolę PlayStation w Japonii, Europie i Stanach Zjednoczonych, dwa lata później doczekała się portu na komputery osobiste, lecz wydana tylko na terenie Chin.
Wersje gry: japońska i europejska, mają możliwość korzystania z pistoletu GunCon podczas grania, w wersji amerykańskiej nie ma tej możliwości. PC-towa wersja gry wydana w Chinach umożliwiała celowanie w przeciwników przy pomocy myszki, lecz konwersja doczekała się sporo błędów i niedoróbek.

## Fabuła i postacie
Po zrzuceniu bomby atomowej na miasto Raccoon City, plaga Wirusa T i zombie przestała się rozprzestrzeniać. Niedługo po tych wydarzeniach, na wyspę Sheena spada helikopter, w którym pewien mężczyzna cudem unika śmierci. Niestety, zapomina on kim jest i co robi na wyspie, która okazuje się należeć do korporacji Umbrella. Jest ona również w pełni opanowana przez krwiożercze zombi i wszelakie potwory, z którymi bohater musi zacząć walczyć.

### Postacie
- Ark Thompson – główny bohater gry. Przez upadek z płonącego helikoptera zapomina kim jest i jak się nazywa, później jednak zaczyna mieć wrażenie, że jest on odpowiedzialny za to wszystko co spotyka na wyspie. Głosu użycza Patrick Harlan.
- Vincent Goldman – bohater drugoplanowy, w pełni powiązany z korporacją Umbrella. To on zestrzelił helikopter którym przelatywał główny bohater. Głosu użycza Michael Naishtut.
- Lott Klein – nastoletni syn jednego z naukowców korporacji Umbrelli. Z początku żywi urazę i niechęć do głównego bohatera, później przekonuje się do jego dobrych zamiarów. Głosu użycza Colleen Lanki.
- Lily Klein – małoletnia córka jednego z naukowców korporacji Umbrelli, siostra Lotta. Tak samo jak brat, żywi niechęć do głównego bohatera, później staje po jego stronie. Głosu użycza Ruth Hollyman.
- Andy Holland – postać epizodyczna. Oskarża on głównego bohatera o spowodowanie wirusowego wybuchu, pomimo że nie zna on jego prawdziwej tożsamości. Głosu użycza Walter Roberts.
- U.T. Commander – przywódca militarnej jednostki The Cleaners, należącej do korporacji Umbrella, której celem jest zniszczenie wszelkich dowodów mogących obciążyć korporację o nielegalne eksperymenty. Postać występuje epizodycznie. Głosu użycza Brian-Matt Uhl.